# Crazy Horse (Black Label Society)
Crazy Horse è un brano musicale dei Black Label Society, gruppo capitanato da Zakk Wylde, noto ex-chitarrista di Ozzy Osbourne. Il brano è stato pubblicato nel 2010 come singolo tratto dall'album Order of the Black.

## Il brano
Il brano, di genere metal, dà spazio a tutta la competenza di Zakk nell'ambito, acquisita durante il lungo periodo passato con Osbourne. La canzone non lascia molto spazio alla voce di Zakk, per lo più parole urlate e poco comprensibili. Il testo in sé è piuttosto enigmatico e non di facile comprensione, come qualsiasi testo di Zakk Wylde, ma sempre con temi legati alla morte (argomento frequente nei testi di Zakk dopo la morte di Dimebag Darrel, suo caro amico).
Nel brano, Zakk dice: «I'm Crazy Horse» (tradotto Io sono Cavallo Pazzo): per questo, durante quasi tutti i live di questa canzone, Zakk indossa un copricapo di piume che simula quello degli indiani d'America, in riferimento al testo, completando il look da indiano con la sua muscolatura possente e i capelli lunghi.